# Donovan Cook
Donovan Cook, nascido na Califórnia em 1968, é um animador e diretor de filmes estadunidense. Ele é famoso por criar as séries animadas 2 Cachorros Bobos em 1993 e Os Pesadelos de Ned em 1997.
Como diretor, trabalhou nos filmes Peter Pan: De Volta à Terra do Nunca em 2001 e Mickey, Donald, Pateta: Os Três Mosqueteiros em 2004.
Atualmente está dirigindo um filme de nome Rideshare: The Movie, filmado num iPod.